# Sweating It Out
Sweating It Out is de zeventiende aflevering van het vijfde seizoen van het tienerdrama Beverly Hills, 90210, die voor het eerst werd uitgezonden op 11 januari 1995.

## Verhaal
Dylan wil nog een weekend weg op zijn motor voordat hij zijn rijbewijs in moet leveren. Als hij op het punt staat om weg te rijden komt hij Brandon tegen en vraagt hem of hij zin heeft om mee te gaan te kamperen op de motor. Ze gaan samen weg en die avond overnachten ze in een motel. Brandon belt even met Kelly en dat irriteert Dylan, ze krijgen woorden en Brandon zegt dat hij de volgende ochtend teruggaat. De volgende ochtend leggen ze het bij en rijden samen door. Bij een pauze gaan ze even plassen tegen een boom, niet wetende dat ze op een indianenreservaat zijn. Ze worden betrapt door een parkwachter, die van indiaanse afkomst blijkt te zijn. Hij is niet zo gelukkig met het urineren op heilige grond. De jongens moeten hun rijbewijs inleveren en krijgen een taakstraf. Ze moeten een ronde kuil graven, als ze hiermee klaar zijn komen ze erachter dat hierop een zweethut gezet wordt. Dan komen er ineens een aantal mannen van indiaanse afkomst aanlopen die in de hut gaan. De jongens worden ook uitgenodigd om mee te doen. Het is afzien in de hitte en ze krijgen visioenen, wat hun sterkt. Als de jongens thuiskomen, luistert Dylan zijn antwoordapparaat af en hoort een bericht van Jonesy, die hem vertelt dat hij Suzanne en Kevin gevonden heeft.
Kelly en Valerie zijn uitgenodigd om een seminar bij te wonen van Patrick Finley, een professor in psychologie. Als het begint dan begint Valerie dit al gauw te vervelen en gaat weg, Kelly vindt het interessant en besluit te blijven. Door haar ervaringen met de brand voelt ze zich verloren maar hier kan ze haar verhaal kwijt en voelt ze zich sterker door het praten met Finley.
De club opent zijn deuren en Donna is druk bezig met Ray om zijn plankenkoorts te verhelpen. Ze gebruikt een methode die ook een coach van een footballteam vroeger heeft gebruikt. Steve praat het uit met zijn vader en gaan samen naar de openingsavond.

## Rolverdeling
- Jason Priestley - Brandon Walsh
- Jennie Garth - Kelly Taylor
- Ian Ziering - Steve Sanders
- Gabrielle Carteris - Andrea Zuckerman
- Luke Perry - Dylan McKay
- Brian Austin Green - David Silver
- Tori Spelling - Donna Martin
- Tiffani Thiessen - Valerie Malone
- Carol Potter - Cindy Walsh
- James Eckhouse - Jim Walsh
- Mark D. Espinoza - Jesse Vasquez
- Kathleen Robertson - Clare Arnold
- Joe E. Tata - Nat Bussichio
- Jamie Walters - Ray Pruit
- Ryan Thomas Brown - Morton Muntz
- Jed Allan - Rush Sanders
- Wings Hauser - J. Jay Jones
- Alan Toy - Patrick Finley
- Gerald McCullouch - Dan McGrath